# Невиност без заштите (филм из 1968)
Невиност без заштите је југословенски документарни филм из 1968. године. Режирао га је Душан Макавејев, који је написао и сценарио. Припада остварењима црног таласа.
Направљен као колаж који се састоји од истоименог играног филма из 1942. године у режији Драгољуба Алексића, затим од документарних снимака акробатских наступа Драгољуба Алексића који су снимљени у периоду од 1929. до 1940, и од документарних снимака на којима се појављују актери филма Невиност без заштите из 1942. Колаж садржи и документарне снимке Београда након бомбардовања, Милана Недића, Димитрија Љотића, као и сахрану пуковника Милоша Масаловића (посмртно унапређен у чин бригадног генерала). У филму су кориштени материјали Југословенске кинотеке. Песму о Алексићу изводи Војислав Костић на стихове Александра Поповића.
Филм је имао проблеме са цензорима јер је главни глумац личио на Јосипа Броза.

## Невиност без заштите (1942)
Филм Невиност без заштите (1942) је режирао Драгољуб Алексић, који је заједно са Иваном Живковићем и продуцирао филм. Тон и слику је снимио Стеван Мишковић. Филм је направљен у црнобијелој техници.
Због тога што је Драгољуб Алексић направио филм у вријеме окупације, након ослобођења је оптужен за губитак националне части. Јавни тужилац града Београда га је након три мјесеца робије ослободио Рјешењем к.бр. 2547-45 од 5. јануара 1946.

## Радња
| „                             | 1942. године у окупираном Београду бравар и акробата Алексић снимио је у сопственој организацији по свом сценарију у својој режији филм о самоме себи „Невиност без заштите“. Алексић игра главну улогу Алексића. Иако је Невиност без заштите први југословенски звучни играни филм, нема га у званичној историји југословенског играног филма, јер је рађен за време окупације. | ” |
| — Невиност без заштите (1968) | |   |

## Улоге
| Глумац                   | Улога                                           |
| ------------------------ | ----------------------------------------------- |
| Драгољуб Алексић         | Драгољуб Алексић, акробата (режија, продукција) |
| Братољуб Глигоријевић    | господин Петровић                               |
| Вера Јовановић - Шеговић | игра одвратну маћеху                            |
| Ана Милосављевић         | тужна сирота Нада, сироче                       |
| Пера Милосављевић        | кућни момак                                     |
| Иван Живковић            | брат акробате (копродуцент)                     |
| Милан Тошић              | полицајац                                       |
| Тошко Влајић             | полицајац                                       |
| Ружа Протић              | у улози великог друштва са својом дружином      |
| Стеван Мишковић          | (тон и слика)                                   |

## Културно добро
Југословенска кинотека је, у складу са својим овлашћењима на основу Закона о културним добрима, 28. децембра 2016. године прогласила сто српских играних филмова (1911–1999) за културно добро од великог значаја. На тој листи се налази и филм Невиност без заштите.